# Tvrđa

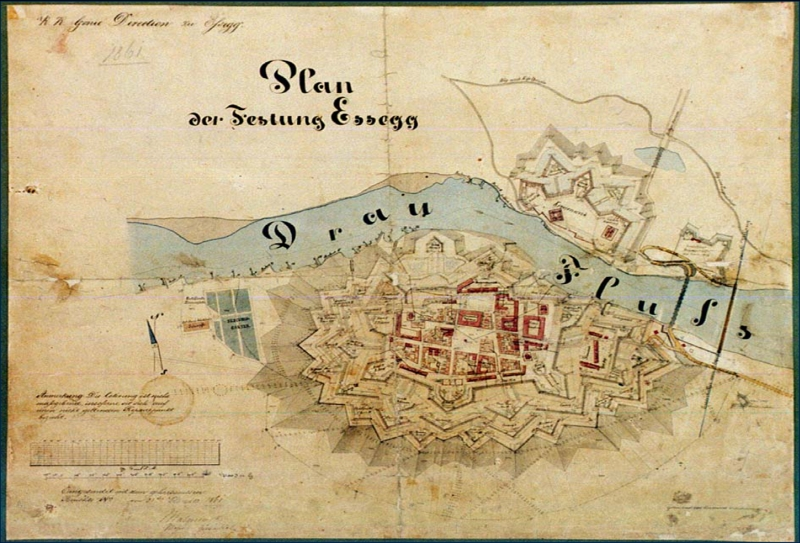
Plano de Tvrđa em 1861.

Tvrđa (em croata: [tʋr̂ːda]) é uma cidadela localizada na cidade de Osijek, na Croácia. É o edifício barroco mais bem conservado de todo o país e consiste em uma fortificação abaluartada construída pela Casa de Habsburgo, localizada na margem direita do rio Drava. Tvrđa foi descrita pelo World Monuments Fund como "um exemplo único de centro urbano militar, administrativo e comercial do barroco do século XVIII".
A fortificação foi construída após a derrota das forças otomanas em 1687, devido a importância estratégica da localidade. Seguindo os planos de Mathias von Kaiserfeld e Maximilian Gosseau de Henef, em 1715 os cinco baluartes e as duas portas já estavam concuídas. Em 1735, a cidade interior é finalizada, bem como outros três baluartes ao norte. Após ter ficado totalmente pronta, Tvrđa já havia se convertido na maior fortaleza dos Habsburgo na fronteira com o Império Otomano. A cidadela recebe iluminação pública em 1717, além de ter sido o primeiro local da Croácia a receber abastecimento de água público. Finalmente, Tvrđa abre suas portas em 1751.
A importância de Tvrđa diminuiu em consequência do aumento da estabilidade da região circundante, que por sua vez decorreu do Congresso de Berlim (1878). Partes da fortaleza foram destruídas na década de 1920 devido ao obstáculo que representavam ao desenvolvimento de Osijek. Se por um lado grande parte das fortificações foram demolidas, por outro o interior da fortaleza continua intacto e abriga várias igrejas, museus, escolas e outros edifícios públicos, assim como numerosos bares e restaurantes. Tvrđa também sofreu significativos danos durante a Guerra de Independência da Croácia, na década de 1990. Em 1996 foi incluída no World Monuments Watch List of Most Endangered Sites. Atualmente encontra-se na lista de sugestões da Croácia para o Patrimônio Mundial.